# Palaos aux Jeux olympiques
Les Palaos participent aux Jeux olympiques depuis 2000 et ont envoyé des athlètes à chaque jeux depuis cette date. Le pays n'a jamais participé aux Jeux d'hiver. 
Le pays n'a jamais remporté de médaille.
Le Comité national olympique de Palaos a été créé en 1997 et a été reconnu par le Comité international olympique (CIO) en 1999.